# Hermann Gericke
Hermann Gericke (* 12. August 1931) ist ein Schweizer Unternehmer. Der ehemalige Schwimmer trat bei den Olympischen Spielen 1952 in Helsinki über 100 Meter Rücken an.

## Werdegang
Mit elf Jahren begann Gericke mit Schwimmtraining beim Schwimmclub Zürich. Schnell spezialisierte er sich auf Rückenschwimmen. Mit 17 Jahren gewann er zum ersten Mal die Schweizer Meisterschaft in dieser Disziplin. In der Folge verbesserte er wiederholt den Schweizer Rekord, so dass er sich für die Olympischen Spiele 1952 in Helsinki qualifizierte. Er schied im Vorlauf aus und wurde 29. Während des Studiums des Maschinenbaus an der ETH Zürich trat er 1951 bei der Universiade in Luxemburg (Gold), 1953 bei der Universiade in Dortmund (Silber) und 1955 bei der Universiade in San Sebastián (Gold) an. Zuvor hatte er 1955 bei der Schweizer Hochschulmeisterschaft in der Ski-Viererkombination (Abfahrt, Slalom, Skispringen und Langlauf) gewonnen. Aufgrund seiner guten Leistungen hätte er auch an die Olympischen Spiele 1956 nach Melbourne reisen sollen – die Schweiz nahm aber aus Protest gegen die sowjetische Niederschlagung des Ungarischen Volksaufstands nicht teil. Stattdessen engagierte er sich wie andere Schweizer Sportler in Wien als Helfer für Hilfstransporte des Internationalen Komitees vom Roten Kreuz (IKRK) für Ungarn und begleitete als offizieller IKRK-Delegierter einen Schiffstransport mit Kartoffeln auf der Donau nach Budapest.
Bald darauf stieg Gericke ins Familienunternehmen, die Gericke Group, ein. Aus der vom Grossvater, einem Mühlenbauer, gegründeten Firma war ein international tätiger Produzent von Maschinen und Technik für Schüttgut mit Sitz in Regensdorf geworden. Gericke promovierte 1969 mit einer Arbeit über den «Auftragsbestand im Industrieunternehmen» in Wirtschaftswissenschaften.
Gericke ist seit 1960 mit Veronika Gericke-Wildberger verheiratet, Tochter des Religionsprofessors Hans Wildberger. Das Paar hat vier Kinder.